# Nageia nagi
Nageia nagi é uma espécie de conífera da família Podocarpaceae.
Pode ser encontrada nos seguintes países: China, Japão e Taiwan.
Está ameaçada por perda de habitat.